# Bucy-le-Long
Bucy-le-Long là một xã ở tỉnh Aisne, vùng Hauts-de-France thuộc miền bắc nước Pháp.